# Гулівка
Гу́лівка — село в Україні, у Поворській сільській громаді Ковельського району Волинської області. Населення становить 237 осіб. Через село пролягає траса міжнародного значення Київ-Варшава. Також за 2 км проходить залізниця сполученням Ковель-Сарни-Київ.

## Географія
Селом протікає річка Стохід.

## Історія
У 1906 році містечко Гулевичі Городківської волості Луцького повіту Волинської губернії. Відстань від повітового міста 58 верст, від волості 25. Дворів 74, мешканців 463.
До 1 липня 2016 року село входило до складу Поворської сільської ради Ковельського району Волинської області.

## Населення
Згідно з переписом УРСР 1989 року чисельність наявного населення села становила 258 осіб, з яких 122 чоловіки та 136 жінок.
За переписом населення України 2001 року в селі мешкало 238 осіб.

### Мова
Розподіл населення за рідною мовою за даними перепису 2001 року:
| Мова       | Відсоток |
| ---------- | -------- |
| українська | 99,58 %  |
| російська  | 0,42 %   |

## Уродженці
- Абрамович Дмитро Іванович — український історик літератури й мови, член-кореспондент АН СРСР, науковий співробітник ВУАН.
- Хмеляр Максим Петрович (1983—2022) — молодший сержант Збройних сил України, учасник російсько-української війни, що загинув у ході російського вторгнення в Україну в 2022 році.